# Śunahśepa
Śunahśepa – w mitologii indyjskiej syn kapłana Adźigarty lub Ryćika.
Sprzedany Rohicie za sto krów, który planował złożyć go w ofierze Warunie. Zabicia miał dokonać Adźigarta (w innej wersji król Ajodhji - Ambarisz). Wiśwamitra radzi Śunahśepie by ten prosił boginię Uszas o ratunek, a ta go uwalnia.
Mit jest interpretowany jako wspomnienie momentu zaprzestania składania ofiar z ludzi.